# 林喜重
林喜重（日语： はやし きじゅう、よししげ，1920年7月17日—1945年4月21日），是大日本帝国海军第69期军人，也是太平洋战争的王牌飞行员，战死后被晋升一个阶级，最终阶级为海军少佐。

## 生平
林喜重生于1920年（大正9年）7月17日，出生于神奈川县镰仓市净明寺。就读镰仓町立第二普通高等小学和神奈川县立湘南中学。毕业后，参加了海军学校的考试及格，于1938年4月作为第69期学生入学。其母亲自从他进入军队以后，每天到后山的神社参拜，祈祷他平安无事。1941年3月毕业后，作为少尉候补生被分配到那智號重巡洋艦乘员组，进行航海训练。4月，改任摩耶號重巡洋艦乘员组。
1941年11月，林喜重正式被任命为海军少尉，同时被任命为第37期飞行学生。1942年8月，加入专门修整战斗机的大分海军航空队接受延长教育。1943年1月，升任海军中尉。2月，他在海军航空队的教程结束后，加入新成立的第251海军航空队（台南海军航空队），同队内有同期的大野竹好、大木芳男、西泽广义、鸳渊考、远藤桝秋、和山崎市郎平等人。

## 战历生涯
1943年5月，林喜重跟随第251海军航空队进驻日本海军在拉包尔基地，参与所罗门群岛战役。5月14日，林喜重作为大野竹好中尉的第4中队的第2小队长首次出击，但沒有任何战果。6月7日，第251海军航空队联同其他海军航空队，共81架零式战斗机攻击拉塞尔群岛的美军基地，林喜重驾驶零式战斗机击落一架P-39戰鬥機，成为他的首次战绩。这场战斗中，日军遭受13架零式战斗机和9名机组人员阵亡的严重损失，美军方面则损失8架战斗机，但没有飞行员阵亡。此外，第251海军航空队的皇牌飞行员远藤桝秋也失踪战死，柳谷谦治在紧急降落时，右手手腕受重伤。
8月，日军在伦多瓦岛上的蒙达机场被美军占领，美国海军陆战队的战斗机大举进驻该地，因此在所罗门群岛的航空消耗战，转移到布干维尔岛和拉包尔地区进行，第251海军航空队负责夜间战斗。9月，林喜重被转移到第253海军航空队。10月，担任第253海军航空队分队长，与鸳渊考和西泽广义等人参与了新几内亚战役的航空战。第253海军航空队作为驻守在拉包尔的主要航空战力之一，在不断与美军航空队的交战下，队内的精锐飞行员也急速消耗。11月，林喜重被调入厚木海军航空队，返回日本本土。后来厚木海军航空队被改编为第203海军航空队，林喜重被调回原来的部队。
1944年3月1日，林喜重升任海军大尉。3月15日，加入第361海军航空队，就任战斗407飞行队长。7月10日，第361海军航空队被解散，他所属的战斗407飞行队转属到第221海军航空队。10月，第221海军航空队进入菲律宾，参与捷号作战。在莱特湾海战中，由于日本航空母舰和舰载机几乎全灭，剩下的飞机进驻到菲律宾群岛上的各个机场继续作战，林喜重率领战斗407飞行队在霍洛岛部署，负责基地防御和迎击美军飞机等任务。在后期持续恶化的战况下，战斗407飞行队也陷入苦战，一直坚持到12月，才接到调回日本内地的命令。

### 剑部队时期
1944年12月，林喜重所属的战斗407飞行队转属到第343海军航空队（统称“剑”部队），改称为天诛队（“战斗四〇七”），继续担任队长职位。他在出水海軍航空隊内，负责从事紫电的测试和训练。1945年1月底，第343海军航空队将总部单位设在松山基地（现松山机场），同时航空队所有飞机装备紫电改。林喜重和鸳渊孝模仿菅野直的方式，在自己的紫电改上描画吸引敌人的条纹花样。
3月28日下午，第343海军航空队接到美军舰载机群正向鹿屋方面袭击的消息，翌日29日清晨，林喜重率领战斗407飞行队起飞巡逻时，发生了战友误射的事故。战斗407飞行队在经过防府市海岸附近时，被停泊在此地的大和號戰艦的「第2水雷战队」护卫舰队误以为是美军舰载机群，便对战斗407飞行队进行炮击。战斗407飞行队在受到了来自海上预料外的「攻击」后，其中2架紫电改受到爆风影响，一口气降低到1000米左右的高度，差点坠落。根据基地的紧急指示，全机安全抵达松山机场，2-3架飞机受轻伤。
1945年4月16日，林喜重在鹿儿岛县喜界岛上空迎击F6F地獄貓戰鬥機的空战中，他驾驶的紫电改的副油箱发生故障无法掉落，导致他必须以不利的机动性进行空战。他的僚机发现队长情形后，便一边保护他一边战斗，林喜重对此失去了直率的3架僚机。当天的空战中，第343海军航空队损失了9架飞机和9名飞行员，其中林喜重率领的战斗407飞行队付出了6架飞机的惨痛代价。第343海军航空队宣称击落3架F6F，但美军宣称只损失了2架F6F（飞行员生还），而这两架飞机并非战斗中损失的。
从那时起，林喜重就陷入了沉思和低落情绪，之后他把当天的战训写在信纸上，交给了分队长市村五郎，内容包括「照顾好机体品质」、「紫电改的性能不劣于F6F」和「调查并消除造成副油箱不能掉落的原因」。后来，航空司令部向生产紫电改的川西飞机反映情况后，副油箱的问题得到解决。菅野注意到林喜重的情况不寻常时，通知了飞行长志贺淑雄，志贺之后向源田实司令报告，源田把林喜重叫到了自己的房间，劝诫他别想太多：「林，我很了解你的心情。但是，部下死亡并不只是你的责任，敌人太多是最大的原因，战争还在继续，无论是谁，早晚都会有死的时候吧。在那之前，就像平时乘坐战斗机一样，尽情地去做吧」。
4月20日，第343海军航空队首次迎击B-29超級堡壘轟炸機，但沒有击落一架敌机。归航之后的队长们展开会议，商讨如何更好地迎击美军大型轰炸机的方法。菅野直极力主张自己设计的「前上方背面垂直攻击」的方法，由于危险性很高，鸳渊孝大尉和林喜重大尉都不赞成这个方法。林喜重和菅野直更因此发生口角，林喜重宣言「如果明天不能击落一架飞机的话，我就不会回来了」。菅野直表示：「没有必要做到那种程度吧。运气不好没击落的时候也是没办法的吧。下次再做就好了」。林喜重续说：「不，你可能这样想就能了結這份心事，但是我无法忍受，只要不击落一架飞机就不会回来」。菅野也稍微有些失望：「如果你说到这份程度的话，那就照你说的这样做吧。我也是，只要不击落一架飞机就不要回来」。

### 最后战役
第二天4月21日，为了迎击美军的B-29超級堡壘轟炸機的空袭，原本与林喜重一起出击的本田稔对此有不好预感，他对飞行长志贺淑雄说「林队长今天出击，好像考虑得太多了」，两人商量后得到了志贺淑雄的谅解，林喜重在出击表上加了名字后自己独自起飞。他升空后与鸳渊考分队的4架飞机一起行动，但之后与本队失散了。
林喜重在上午7点左右，在鹿儿岛县姶良郡福山町（现雾岛市的福山町）上空，单机与11架B-29编队交战。同样与本队失散的战斗301飞行队所属的清水俊信曹长在出水上空发现了单机战斗的林喜重后，清水俊信赶来支援，两人协同击落了一架B-29，但是两人也在同日阵亡。当天，第343海军航空队宣称击落了2架B-29（协同击落1架）。但是美军的报告称，当天没有损失一架B-29。
这天，林喜重驾驶的紫电改的副油箱又发生故障不掉落，他就那样带着不利的机动性，开始攻击美军轰炸机，他的飞机引擎和垂直尾翼被机枪击中受损。林喜重试图在鹿儿岛县阿久根市折口滨的海岸上紧急降落，他尝试利用滑水的方式来降低冲击，但不幸的，当时正处于海水退潮的时候，他的机体直接降落在沙滩上。更不幸的是，他当时没有掉落的副油箱在机身下腹撞上沙滩时，由于机体受到了强烈的急制动，林喜重头部强烈地撞击到仪器板上，导致他头盖骨骨折死亡。

## 战后
在第343海军航空队内和林喜重有如兄弟般感情的菅野直，在听到他战死的消息后对此后悔不及的说：“当初不该说那样的话……。”
林喜重在阵亡后被追授为海军少佐。他生前率领的（“战斗四〇七”）飞行队的继任者，由姓氏相同的林启次郎大尉担任，而林启次郎也在仅仅两个月后的6月22日，在喜界岛上空的战斗中阵亡。
林喜重的遗体在阿久根市海岸被当地居民给火葬，遗骨在第二天交回给海军队员。在他战死的地点上建有写着「故林队长弔火葬之迹」的木碑。之后在阿久根市的折口重新建立纪念区，刻写着「故林少佐战死之地」的慰灵碑，区内有与他同日战死的战斗301飞行队成员清水俊信的两个碑文。他的墓碑位于神奈川县镰仓市的报国寺。戒名是‘制空院显勋喜重居士’。

## 评价
林喜重在航空队的评价，第343海军航空队的司令官源田实评价说，对比于成熟的鸳渊孝和调皮的菅野直，林喜重较属于他们两人中间的性格，是沉默寡言朴素的人。林喜重敬爱着部下，而他也被部下像是亲人一样地被敬爱。根据他的父母所说，林喜重从小身体弱小，不是一个健壮的人，但他有着很坚强的心智，一但决定了目标，使再也拦不住他。同时，林喜重与其他的飞行队长（菅野直，鸳渊考）的关系像是兄弟一样好。菅野与林喜重作为同一个飞行队长也有相互竞争的感觉，曾有在B-29超級堡壘轟炸機空袭时，两人比赛坐在椅子上，忍耐谁先闪避的逸闻。第343海军航空队副队长中岛正中佐称他们3人是航空队中的「智将鸳渊、仁将林喜重、猛将菅野」。
战斗407飞行分队长的市村五郎评价他是「给人一种自由感觉的人」。中尾秀夫评价说「虽然沉默寡言，但他是个热血男人，具有很高的驾驶技巧」。伊奈重赖评价他「性格温厚寡言，是很优秀的人」。青柳茂一评价说：「他是一名能为部下着想，拥有出色的技巧和实力的队长」。根据宫崎勇的说法，林喜重是一个沉着冷静、内心隐藏斗志类型的人，在部下战死后独自一人在自己的房间里哭泣，被部下称为温厚队长，并被部下像是兄长般的信赖和仰慕。